# Europees voetbalelftal (mannen)
Het Europees voetbalelftal is een team van voetballers dat Europa vertegenwoordigt bij vriendschappelijke en gelegenheidswedstrijden. Normaliter worden de beste spelers van dat moment uitgenodigd om in het team te spelen.

## Statistieken
In totaal 18 wedstrijden gespeeld, waarvan:
- 7 gewonnen wedstrijden;
- 8 verloren wedstrijden;
- 3 gelijkspellen.

Doelpuntensaldo:
- 53 doelpunten voor;
  - Gemiddelde van 2,9 doelpunten voor per wedstrijd.
- 55 doelpunten tegen;
  - Gemiddelde van 3,1 tegendoelpunten per wedstrijd.

## Bekende (oud-)trainers
| - Nereo Rocco - Franz Beckenbauer - José Crahay |  | - Karel Lotsy - Karl Rappan - Vittorio Pozzo |

## Bekende (oud-)spelers
| Belgen - Raymond Braine - Alfons van Brandt - Paul van Himst - Victor Lemberechts - Godfried Vandeboer Nederlanders - Johan Cruijff - Patrick Kluivert - Ruud Krol - Johan Neeskens - Faas Wilkes - Bennie Muller Denen - Kai Johansen - Allan Simonsen - Arne Sørensen Duitsers - Franz Beckenbauer - Gerd Müller - Uwe Seeler Engelsen - Jimmy Greaves - Geoff Hurst - Kevin Keegan |  | Fransen - Raymond Kopa - Michel Platini - Jean Vincent - Zinédine Zidane Italianen - Alessandro Costacurta - Marco Tardelli - Dino Zoff Joegoslaven - Dragan Džajić - Vahid Halilhodžić Hongaren - Ferenc Bene - Ladislao Kubala - Kálmán Mészöly - Ferenc Puskás Portugezen - Eusébio - António Simões Roemenen - Gheorghe Hagi - Dudu Georgescu - Marius Lăcătuș Sovjet-Russen - Valery Voronin - Lev Jasjin |  | Spanjaarden - José Camacho - José Gárate - Fernando Hierro - Alfredo Di Stéfano Zweden - Bengt Gustavsson - Gunnar Nordahl Overig - George Best - Arne Brustad - Johnny Carey - Denis Law - Josef Masopust - Ernst Ocwirk - Mordechai Spiegler - Willi Steffen |

## Internationale uitslagen
| Datum             | Tegenstander      | Stadion                    | Uitslag | Doelpunten                                                                                     | Gelegenheid                                                                                 |
| ----------------- | ----------------- | -------------------------- | ------- | ---------------------------------------------------------------------------------------------- | ------------------------------------------------------------------------------------------- |
| 26 oktober 1938   | Engeland          | Arsenal Stadium, Londen    | 0 - 3   | -                                                                                              |                                                                                             |
| 10 mei 1947       | Groot-Brittannië  | Hampden Park, Glasgow      | 1 - 6   | Gunnar Nordahl                                                                                 | Groot-Brittannië keert terug bij de FIFA                                                    |
| 21 oktober 1953   | Engeland          | Wembley, Londen            | 4 - 4   | Ladislao Kubala (2x), Giampiero Boniperti (2x)                                                 | 90-jarig bestaan van de Engelse voetbalbond                                                 |
| 13 augustus 1955  | Groot-Brittannië  | Windsor Park, Belfast      | 4 - 1   | Jean Vincent, Bernard Vukas (3x)                                                               | 75-jarig bestaan van de Ierse voetbalbond                                                   |
| 20 mei 1964       | Scandinavië       | Parken, Kopenhagen         | 4 - 2   | Jimmy Greaves (2x), Denis Law, Eusébio                                                         | 75-jarig bestaan van de Deense voetbalbond                                                  |
| 23 september 1964 | Joegoslavië       | Marakana, Belgrado         | 7 - 2   | Uwe Seeler (2x), Eusébio (4x), Jose Augusto                                                    | Benefietwedstrijd voor de aardbeving bij Skopje                                             |
| 28 april 1965     | Groot-Brittannië  | Britannia Stadium, Stoke   | 6 - 4   | Godfried Vandeboer, Ferenc Puskás (2x), Josef Masopust, Ladislao Kubala, Jackie Henderson      | Afscheidswedstrijd Stanley Matthews                                                         |
| 8 december 1970   | Benfica           | Estádio da Luz, Lissabon   | 2 - 3   | Uwe Seeler, José Gárate                                                                        | Afscheidswedstrijd Mário Coluna                                                             |
| 23 november 1971  | West Ham United   | Upton Park, Londen         | 4 - 4   | Frank McDougall, Rodney Marsh (2x), Jimmy Greaves                                              | Afscheidswedstrijd Geoff Hurst                                                              |
| 1 mei 1972        | Hamburger SV      | Volksparkstadion, Hamburg  | 7 - 3   | Geoff Hurst, Ferenc Bene, Franz Beckenbauer, Gerd Müller, Kálmán Mészöly, George Best, Eusébio | Afscheidswedstrijd Uwe Seeler                                                               |
| 23 november 1971  | Zuid-Amerika      | St. Jakob Park, Bazel      | 0 - 2   | -                                                                                              | Benefietwedstrijd Pestalozzi                                                                |
| 31 oktober 1973   | Zuid-Amerika      | Estadi Olímpic, Barcelona  | 4 - 4   | Eusébio, Salif Keita (2x), Juan Manuel Asensi, Kurt Jara                                       | FIFA-benefietwedstrijd                                                                      |
| 28 december 1979  | Borussia Dortmund | Westfalenstadion, Dortmund | 2 - 3   | Safet Sušić, Vladimir Petrović                                                                 | Benefietwedstrijd UNICEF                                                                    |
| 25 februari 1981  | Italië            | Stadio Olimpico, Rome      | 3 - 0   | Allan Simonsen, Vahid Halilhodžić, Tony Woodcock                                               | Benefietwedstrijd voor overstromingen                                                       |
| 2 juni 1981       | Fenerbahçe SK     | Şükrü Saracoğlu, Istanboel | 0 - 3   | -                                                                                              | 75-jarig bestaan van Fenerbahçe                                                             |
| 12 augustus 1981  | Tsjecho-Slowakije | Letná-stadion, Praag       | 0 - 4   | -                                                                                              | 80-jarig bestaan van de Tsjechische voetbalbond                                             |
| 7 augustus 1982   | FIFA Wereld XI    | Giants Stadium, New York   | 3 - 2   | Kevin Keegan, Bruno Pezzey, Giancarlo Antognoni                                                | Benefietwedstrijd UNICEF                                                                    |
| 1993              | Noord-Cyprus      |                            | 3 - 1   |                                                                                                |                                                                                             |
| 4 december 1997   | FIFA Wereld XI    | Stade Vélodrome, Marseille | 2 - 5   | Marius Lăcătuş, Zinédine Zidane                                                                |                                                                                             |
| 18 augustus 1998  | Manchester United | Old Trafford, Manchester   | 4 - 8   | Jean-Pierre Papin, Laurent Blanc, Mark Wilson (e.d.), Martin Dahlin                            | Afscheidswedstrijd Éric Cantona en de 40-jarige herdenking van de Vliegramp van München     |
| 16 februari 2005  | FIFA Wereld XI    | Camp Nou, Barcelona        | 3 - 6   | Alessandro Del Piero, Gianfranco Zola, David Suazo                                             | Benefietwedstrijd Zeebeving Indische Oceaan                                                 |
| 13 maart 2007     | Manchester United | Old Trafford, Manchester   | 3 - 4   | Florent Malouda, El-Hadji Diouf (2x)                                                           | 40-jarig bestaan van het Verdrag van Rome en 50 jaar Europees voetbal bij Manchester United |